# Фонтан Брюера
Фонтан Брюера (англ. Brewer Fountain) — фонтан в американском городе Бостоне, штат Массачусетс.

## История
Фонтан установлен на пересечении улиц Park Street и Tremont Street, недалеко от станции Park Street Транспортного управления залива Массачусетс.
Высотой 6,7 метров и весом около 6800 килограмм, он был отлит из бронзы в Париже на заводе Val d’Osne, и стал подарком городу от Гарднера Брюера, богатого бостонского купца.
Создание фонтана началось в 1850 году. Впервые в Бостоне он заработал 3 июня 1868 года. Это одна из нескольких копий оригинала, представленного на Всемирной выставке 1855 года в Париже, выполненного по проекту французских скульпторов Матюрена Моро и Мишеля Лиенара.
Другие копии этого фонтана (более 15) с незначительными вариациями можно найти по всему миру, в их числе фонтан Стебла в Ливерпуле, а также в Квебеке, Буэнос-Айресе, Салвадоре и других местах.

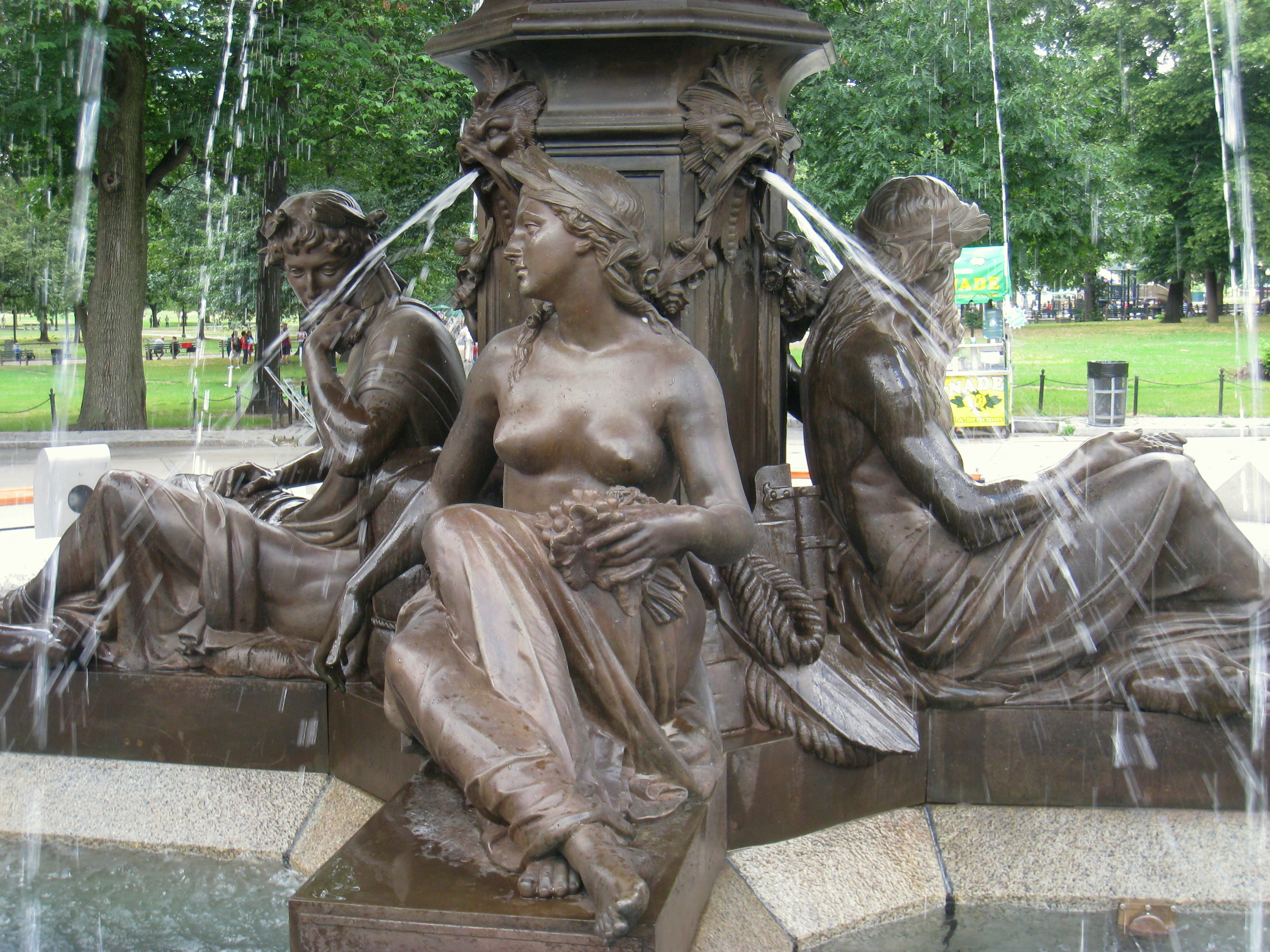
Скульптуры у основания фонтана

Фонтан пирамидальной формы находится посредине бассейна из камня, имеет две чаши — нижняя большая восьмиугольная, верхняя круглая — поменьше. В центре верхней чаши находится сосуд, из которого вода, падает в одну чашу, а потом в другую, наполняя бассейн. Между верхней и нижней чашами изображены четыре стоя́щие детские фигуры. Основание нижней чаши украшено фигурами Нептуна, Амфитриты (жены Нептуна), а также Ациса и Галатеи (пары влюблённых из греческой мифологии). Достаточно большая обустроенная площадь вокруг фонтана служит для отдыха горожан.
За более чем столетнюю свою историю, фонтан пришёл в аварийное состояние и был закрыт в 2003 году. В 2009 году начался капитальный ремонт, длившийся в течение года. На его восстановление под руководством скульптора Джошуа Крейна (Joshua Craine) из ом из архитектурного бюро Daedalus Inc. Daedalus, Inc. было потрачено 640 000 долларов США. После восстановления заработал обновленный фонтан 26 мая 2010 года.

Стереоскопические изображения фонтана
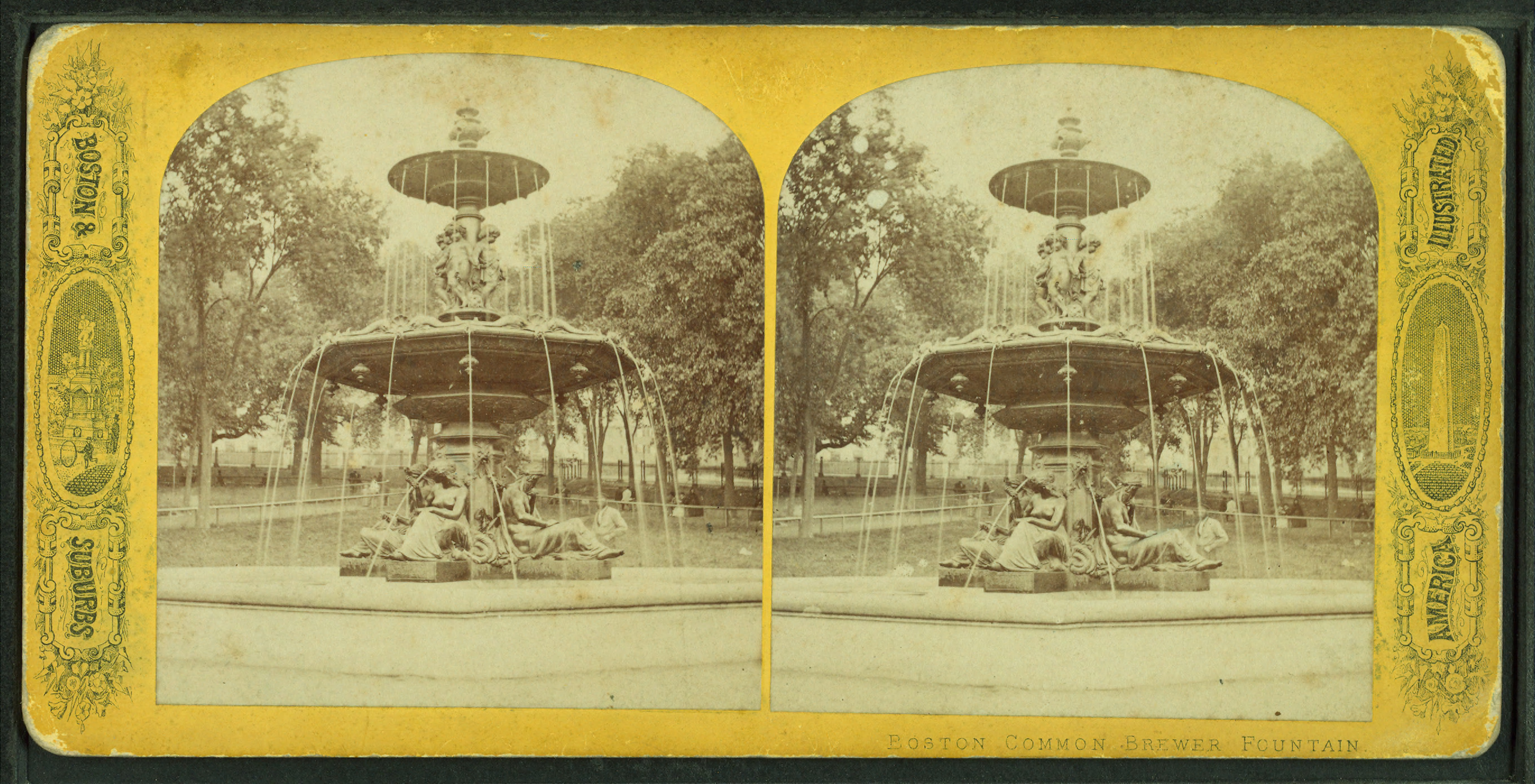
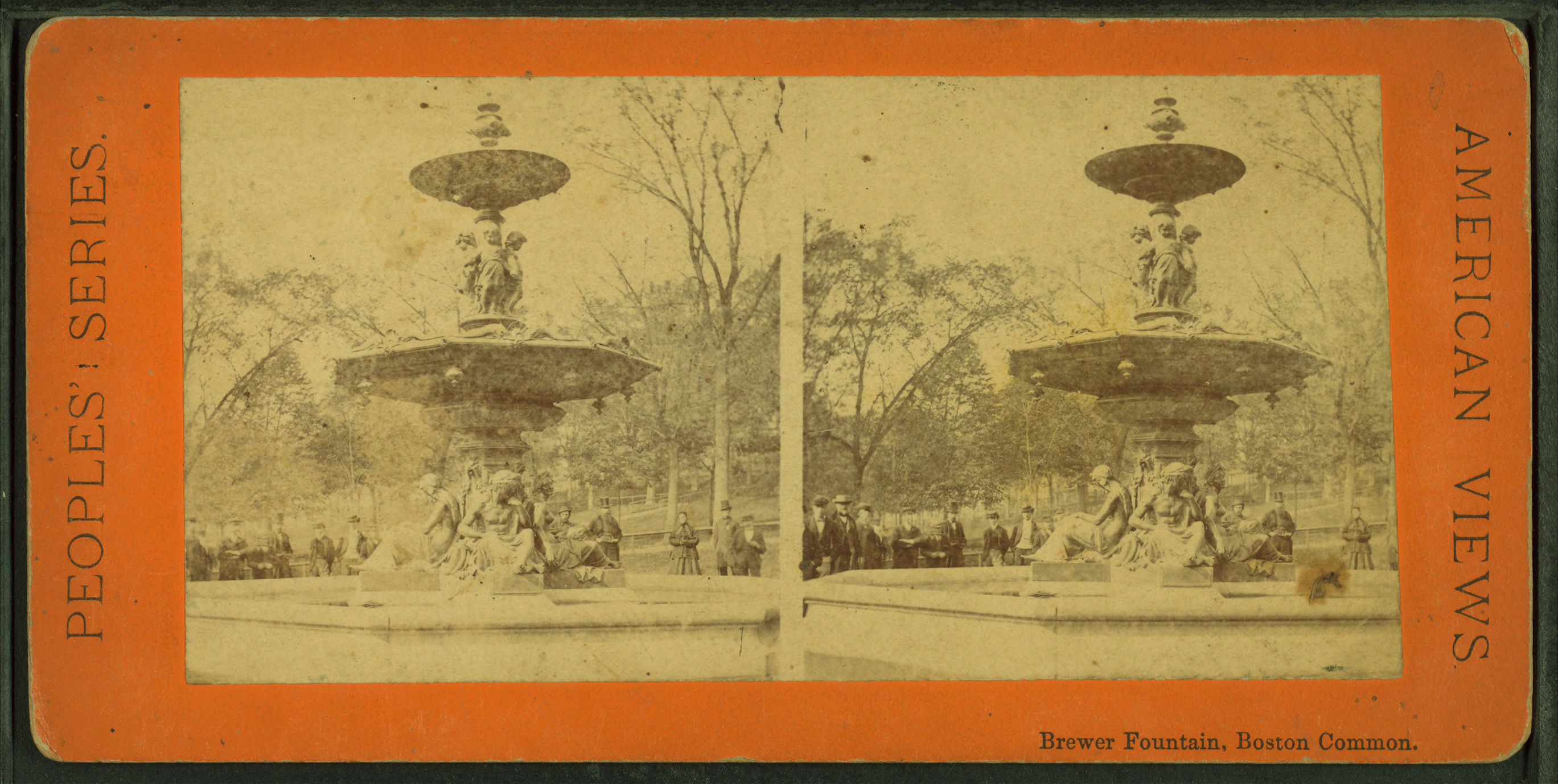
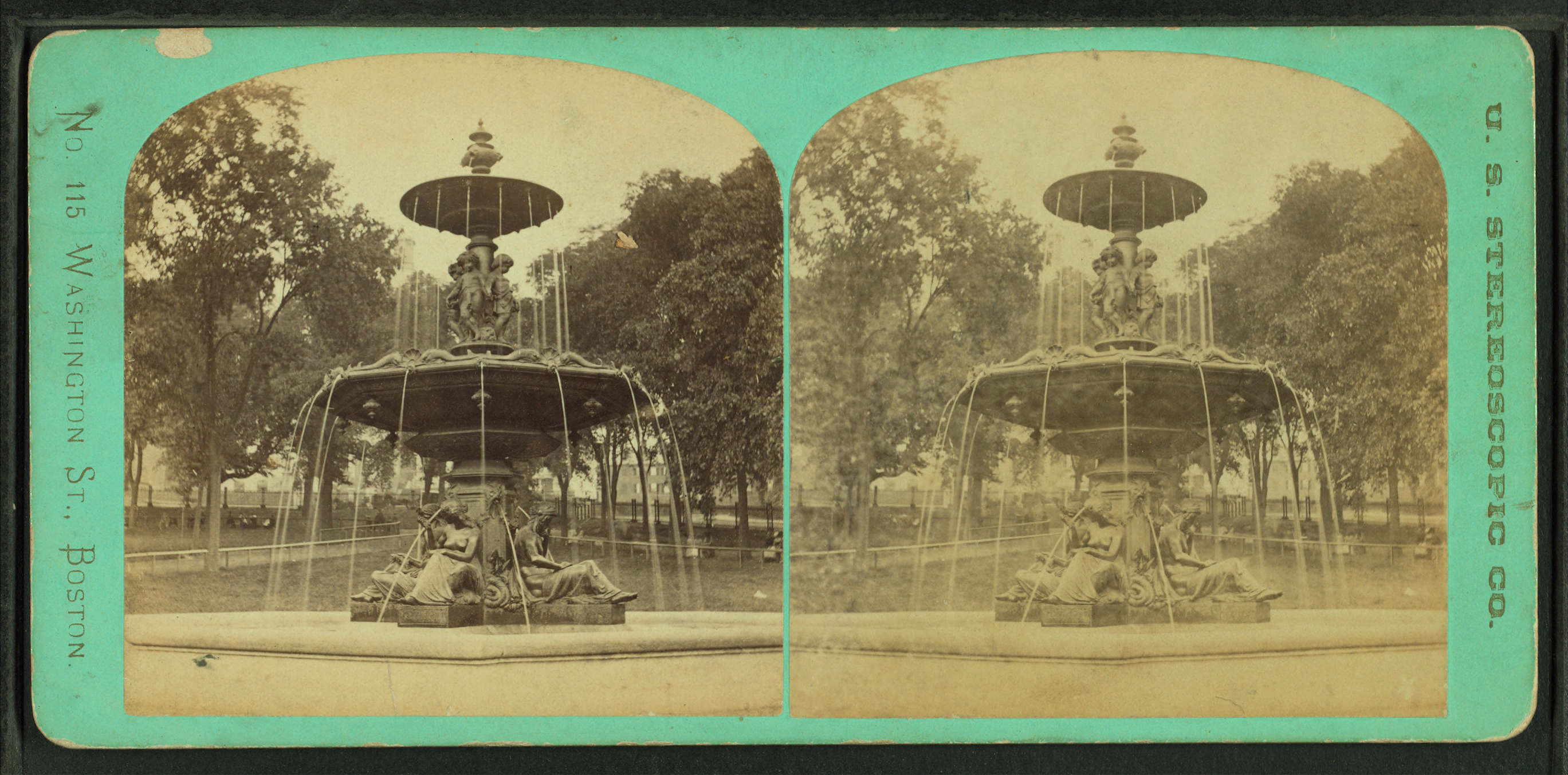